# جودي كارمايكل
جودي كارمايكل (بالإنجليزية: Judy Carmichael)‏ هي عازفة بيانو وعازفة الجاز أمريكية، ولدت في 27 نوفمبر 1957 في لينووود في الولايات المتحدة.

## روابط خارجية
- جودي كارمايكل على موقع ميوزك برينز (الإنجليزية)